# Casa Vilaplana
La Casa Vilaplana, situada al carrer Joan Cantó número 8 d'Alcoi (l'Alcoià), País Valencià, és un edifici residencial d'estil modernista valencià construït l'any 1906, obra de l'arquitecte Vicent Pascual Pastor.
Va ser construït a instàncies d'Enrique Vilaplana Juliá, president del Mont de pietat i Caixa d'Estalvis d'Alcoi, per a la seua residència particular. En les proximitats es va alçar amb posterioritat, realitzada pel mateix arquitecte, la seu de l'entitat.

## Descripció
Es tracta d'un edifici de tres plantes, en el qual s'estableixen relacions de caràcter diferent entre el jardí posterior i el carrer. En tots dos casos, des de l'espai exterior, s'accedeix per una porta central. L'escala se situa en la segona obertura d'estructura, en relació amb el carrer, apegada a la mitgera dreta, ventilada i il·luminada a través d'una lluerna en la coberta. Les diferents peces habitables de l'habitatge es disposen a banda i banda d'un corredor longitudinal amb els serveis (cuina, bany, excusat i lavabo) en la part central, ventilat mitjançant dos xicotets patis laterals.
La distribució permet obtindre dues peces a cada façana. Mentre que el menjador i el gabinet queden reservats per a la posterior, al jardí, el saló i el despatx donen a la principal al carrer, de tal manera que el menjador queda emplaçat al costat de la cuina i s'estableix una distinció entre la part posterior de l'habitatge, més domèstica, i la davantera, que recau al carrer, entre un gineceu interior i un androceu més lligat a l'accés.
L'existència de tres dormitoris solament, per a un habitatge de gran dimensió amb quatre habitacions, indica una tendència a la versatilitat a les sales "d'estar", que és un indicador de modernitat. El mateix podem dir de la situació de l'excusat, no en una galeria semiexterior, com era costum a l'ús, sinó en lloc interior, molt central en l'habitatge.
La façana principal és plana, plena d'esdeveniments que la integren en l'univers del modernisme. Vicent Pascual és arquitecte format a l'escola de Barcelona, que troba un bon brou de cultiu a la seua ciutat per a la incorporació dels nous codis estètics, per l'existència d'una burgesia industrial a qui agrada la innovació com a forma d'identificació i afirmació econòmica i social de classe rica i il·lustrada.
Les entreplantes queden ben diferenciades per impostes de forjats. La rematada de l'ampit de la coberta plana presenta merlets, a manera de prolongació de pilastres, que doten la façana d'un caràcter medievalitzant, molt al gust modernista.
La composició és de tres buits, en planta baixa amb portes, encara que només la central dona accés al vestíbul i l'escala de pujada a les dues plantes superiors. Els buits de planta baixa estan recercats de pedra, de traçat doblement curvilini, que es recolza en el sòcol. Sobre els buits, el peralt de l'arc dona lloc a capialts de vidre protegits per una reixa de ferro forjat.
La cornisa del forjat de la planta primera dona lloc a tres balconades. El central és en el projecte un buit triple que va ser unificat en l'obra. Es tracta d'un gran buit trilobat, recercat de pedra, amb un sistema doble que accentua i enriqueix els brancals i la llinda. Els buits laterals en planta primera amb dobles lòbuls de característiques assimilables al central.
En la planta superior, els tres buits es fan dobles i recauen a xicotetes balconades geminades recolzades en mènsules i voltes de cort classicista. Els arcs són de lòbul peraltat.
La pedra de la façana presenta encoixinat en planta baixa i llambordes molt texturitzats en la resta. Els recercats són polits. La reixeria de les balconades és de ferro forjat i les fusteries en fusta es protegeixen mitjançant persianes venecianes.
Els elements comuns, vestíbul i escala són policroms en tons molt pàl·lids, verds, blaus i grocs, amb motius vegetals en tot el desenvolupament dels mateixos.